# Sitio de Al-Dāmūs
El sitio de Al-Dāmūs fue un enfrentamiento armado que tuvo lugar en el año 1210, siendo un momento clave de la Reconquista. En el asedio se enfrentaron las tropas aragonesas, auxiliadas por las órdenes militares, y los almohades, siendo finalmente los últimos los derrotados. Su importancia radica en que la toma del castillo por los cristianos llevó a los almohades a iniciar una ofensiva que culminaría en la Batalla de Las Navas de Tolosa, y con el fracaso de dicha ofensiva al paso de la hegemonía desde los musulmanes a los reinos cristianos.

## Antecedentes
En 1210, la escuadra almohade con base en las Islas Baleares (conquistadas por éstos en 1203), dirigida por Abubola el Mayor, lanzó una terrible incursión sobre la costa catalana. Las fuerzas musulmanas, que aunaban tropas del Magreb y Al-Ándalus, desembarcaron y se hicieron con un gran botín, además de conseguir muchos cautivos.
Como respuesta a la incursión musulmana, en marzo de 1210, estando el rey en Monzón, se dispuso a reunir a su ejército para atacar a los moros de Valencia. Entre los objetivos de este contraataque estaba Al-Dāmūs (actual Ademuz), una fortaleza que formaba parte de la red defensiva del río Turia.

## El sitio
A mediados de 1210, Al-Dāmūs era conquistada por Pedro II de Aragón con la ayuda de los caballeros hospitalarios y templarios.
Entre los caballeros que participaron en la campaña estaban Ramón de Castellazuelo, obispo de Zaragoza, García de Gúdal, obispo de Osca, García Frontín I, obispo de Tarazona, Jimeno Cornel, García Romeo, Artal II de Alagón, Blasco Romeo, Pero Sesé, Ato I de Foces, Guillén I de Cervelló, Guillén de Peralta, Arnaldo Palacín, Arnaldo de Alascó y Adam de Alascó, Don Atorella, Sancho de Antillón, Guillén de Moncada, Guillén Ramón II de Moncada, senescal de Cataluña, y Guillén de Ódena. Por parte de los templarios estaba Pedro de Montagut.

## Consecuencias
La ofensiva continuó hasta tomar el castillo de Serreilla.
Pedro del Pomar fue el encargado por Pedro II de Aragón para repoblar de cristianos todas las tierras abandonadas ocupadas por los moros.
La pérdida de Ademuz y la devastación causada afectó tan gravemente a los almohades, que enviaron una delegación de notables de Xarq al-Ándalus a Marrakech a entrevistarse con Muhammad An-Nasir, y fue uno de los motivos que movió a organizar la expedición que concluiría con la batalla de Las Navas de Tolosa en 1212, que acabaría definitivamente con la supremacía musulmana en al-Ándalus. 
La fortaleza pasara de nuevo a manos almohades en 1210 en una ofensiva que también recuperara Castielfabib, pero no Moya.